# Atropello masivo en Times Square de 2017
El 18 de mayo de 2017, un automóvil se estrelló en Times Square, Nueva York. Una persona murió y 20 resultaron heridas. El veterano de la armada Richard Rojas fue acusado de dos cargos de asesinato en segundo grado, 18 intentos de homicidio y 38 agresiones, a lo que se declaró inocente.

Después de ser detenido, se descubrió que Rojas había ingerido fenciclidina antes del accidente. Cuando fue entrevistado por el NYPD, Rojas dijo que quería morir en un "suicidio por un policía", y que había estado escuchando voces. En una entrevista noticiosa en la cárcel tres días después, dijo que no recordaba el incidente o las declaraciones que hizo después.
Richard Rojas, el conductor de un Honda Accord 2009 marrón, aceleró en los peatones en Times Square después de haber saltado la acera en el lado oeste de la Séptima Avenida en la calle 42. Continuó durante tres cuadras antes de estrellarse en la esquina noroeste de la calle 45 y la Séptima Avenida, en Broadway. Cuando Rojas intentaba dejar su automóvil, un agente de tránsito lo atacó y lo puso bajo custodia. Después de haber salido del auto, Rojas dijo: "Quería matarlos", según los fiscales.

## Consecuencias
Bill de Blasio, alcalde de la ciudad de Nueva York, y otros funcionarios han dicho que no hay indicios de que el incidente haya sido un acto de terrorismo. Varios oficiales de la ley dijeron que el sospechoso pensó que estaba escuchando voces y esperaba morir. Rojas dio negativo para el alcohol, pero se realizaron pruebas adicionales para determinar si estaba tomando alguna droga. La prueba de drogas volvió como positiva mientras se realizaban análisis de sangre para determinar si había tomado marihuana sintética o PCP. Desde entonces, Rojas ha ofrecido explicaciones alternativas a los investigadores que dijeron que no habían llegado a ninguna conclusión.
Según una denuncia penal, Rojas admitió haber fumado marihuana junto con PCP antes de conducir el automóvil. Los proscriptores dijeron que le dijo a la policía que quería morir por suicidio con un policía. También divagó que había estado escuchando voces y que era el último día en la Tierra. Según otras fuentes, dijo que afirmó haber escuchado voces que le decían que la policía iba a matarlo. Más tarde, dijeron que había dado positivo para PCP y le dijeron a la policía que Dios lo había obligado a hacerlo. Se dijo que su entrevista era anormal y divagante.
Posteriormente, Rojas fue acusado de asesinato en segundo grado, 20 cargos de intento de homicidio y cinco cargos de homicidio vehicular agravado. Los investigadores examinaron su historia psicológica. En una entrevista para el New York Post el 21 de mayo, dijo que no recordaba el incidente o las declaraciones que hizo cuando fue arrestado y buscó ayuda en la semana anterior, incluyendo hablar con un consejero de salud mental en un centro de asuntos de veteranos, que prometió llamarlo el 22 de mayo.
El 13 de julio, Rojas, a través de su abogado, Enrico DeMarco, se declaró inocente de dos cargos de asesinato en segundo grado, 18 intentos de homicidio y 38 agresiones. El 24 de octubre, DeMarco se negó a revelar si intentaría una defensa por demencia, diciendo que necesitaba "otro mes más o menos" para examinar las pertenencias de Rojas, como cuadernos, que posee el fiscal del distrito. La juez Melissa Jackson lo instó a apresurarse antes de levantar la sesión hasta el 18 de diciembre.